# André Cornu (homme politique)
Pour les articles homonymes, voir André Cornu et Cornu.
 (février 2019).
Si vous disposez d'ouvrages ou d'articles de référence ou si vous connaissez des sites web de qualité traitant du thème abordé ici, merci de compléter l'article en donnant les références utiles à sa vérifiabilité et en les liant à la section « Notes et références ».
André Cornu, né le 27 juin 1892 à Gap (Hautes-Alpes) et mort le 4 février 1980 à Cannes (Alpes-Maritimes), est un homme politique français.

## Biographie
Fils d'un préfet de la Troisième république, il interrompt ses études de droit pendant la première guerre mondiale. Chef d'escadrille, il est rendu à la vie civile avec la Croix de guerre 1914-1918.
Il entame alors une carrière de haut fonctionnaire. D'abord chef de cabinet du préfet de l'Aude, il est sous-préfet dès 1919 et entre en 1925 au cabinet ministériel de Jean Durand, ministre de l'agriculture, puis ministre de l'intérieur.
Nommé préfet en 1926, il est directeur puis secrétaire général au ministère de l'Intérieur en 1928.
Il se dirige alors vers une carrière politique. Élu député des Côtes-du-Nord, dans la circonscription de Saint-Brieuc, en 1932, il siège sur les bancs de la « gauche radicale », c'est-à-dire au centre-droit.
Il est alors un député très actif, mais souvent sur des points peu centraux des politiques publiques, et sans réelle spécialité.
Battu en 1936 par Alfred Duault, il quitte la vie politique pour une dizaine d'années. Il est cependant rédacteur en chef du magazine fondé par son beau-père Gaston Gallimard, Marianne, à partir de février 1937.
C'est en 1945 qu'il renoue avec une campagne électorale, étant élu conseiller général des Côtes-du-Nord en septembre 1945. Il devient président du conseil général un an plus tard, jusqu'en septembre 1947.
Élu sénateur en 1948, sur une liste de centre-droit ayant le soutien du RPF, il est ensuite constamment réélu jusqu'en 1971. Au Palais du Luxembourg, il siège au sein du groupe de la gauche démocratique.
Président de la commission de l'intérieur du Sénat en janvier 1951, il entre au gouvernement en août, avec le portefeuille de secrétaire d'État aux Beaux-Arts, qu'il conserve sous divers gouvernements, jusqu'en juin 1954.
On retient surtout de son action le démarrage de la rénovation du Château de Versailles, mais celle-ci est plus vaste. Il signe ainsi la nomination de Jean Vilar à la direction du TNP, relance les manufactures de Sèvres et d'Aubusson, et rénove le fonctionnement du conservatoire national de musique.
En 1953, il est désigné par le parti radical comme candidat à l'élection présidentielle, mais refuse de se présenter.
À la fin de la IVe République, il suit René Pléven dans la création de la petite Union démocratique.
Il est cependant désormais en retrait de la vie politique nationale. Elu membre libre de l'Académie des beaux-arts en 1962, il abandonne son siège de conseiller général en 1964, puis l'ensemble de ses mandats, y compris celui de maire de la petite commune d'Erquy, qu'il exerce de 1953 à 1971.
Il est commandeur de la Légion d'honneur.

## Fonctions gouvernementales
- Secrétaire d'État chargé des Beaux-Arts auprès du Ministre de l'Éducation nationale du gouvernement René Pleven (2) (du 11 août 1951 au 20 janvier 1952)
- Secrétaire d'État chargé des Beaux-Arts auprès du Ministre de l'Éducation nationale du gouvernement Edgar Faure (1) (du 20 janvier au 8 mars 1952)
- Secrétaire d'État à l'Éducation nationale du gouvernement Antoine Pinay (du 14 mars 1952 au 8 janvier 1953)
- Secrétaire d'État chargé des Beaux-Arts auprès du Ministre de l'Éducation nationale du gouvernement René Mayer (du 10 janvier au 28 juin 1953)
- Secrétaire d'État chargé des Beaux-Arts auprès du Ministre de l'Éducation nationale du gouvernement Joseph Laniel (du 2 juillet 1953 au 19 juin 1954)

## Mandats nationaux
- Député Radical indépendant des Côtes-du-Nord de 1932 à 1936, battu par le démocrate populaire Alfred Duault.
- Sénateur des Côtes-du-Nord de 1948 à 1971

## Mandats locaux
- Conseiller général du canton de Pléneuf-Val-André de 1945 à 1964
- Président du Conseil général des Côtes-du-Nord de 1946 à 1947
- Maire d'Erquy de 1953 à 1971[3]